# Карджеге
Карджѐге (на италиански: Cargeghe; на сардински: Carzeghe, Кардзеге, на местен диалект Cagliegga, Калиега) е село и община в Южна Италия, провинция Сасари, автономен регион и остров Сардиния. Разположено е на 333 m надморска височина. Населението на общината е 629 души (към 2010 г.).